# Princes of the Universe
Princes of the Universe è un singolo dei Queen, estratto dall'album A Kind of Magic nel 1986.

## Descrizione
Il brano è stato scritto da Freddie Mercury, e fa parte della colonna sonora del film Highlander - L'ultimo immortale, ed è la canzone della sigla della serie TV omonima. La versione del brano inclusa nel film si differenzia di molto dalla stessa inclusa successivamente nell'album. Quest'ultima non è mai apparsa, fino ad ora, su nessun album ufficiale della band.
La canzone è stata inclusa anche nella raccolta del gruppo Greatest Hits III del 1999.

## Video musicale
Il video mostra il gruppo in un ambiente del film Highlander, uscito l'anno stesso; nella clip è presente anche il protagonista del film Christopher Lambert che simula una lotta con Mercury. Inoltre nel video Brian May invece della Red Special suona una Washburn RR11V.
Il video è incluso nel Greatest Flix III del 1999 e nel DVD Greatest Video Hits 2 del 2003.

## Tracce
1. Princes of the Universe – 3:32
2. A Dozen Red Roses for My Darling – 4:45

## Formazione
- Freddie Mercury - voce, sintetizzatore
- Brian May - chitarra, cori
- John Deacon - basso
- Roger Taylor - batteria, cori

## Classifiche
| Classifica (1986) | Posizione massima |
| ----------------- | ----------------- |
| Australia         | 32                |
| Classifica (2000) | Posizione massima |
| Paesi Bassi       | 45                |